# Gándhí (film)
Gándhí (v originále Gandhi) je indicko-britské filmové drama. Film režíroval Richard Attenborough a hlavním hercem, představitelem Mahátma Gándhího, je Ben Kingsley. Film měl premiéru v Novém Dillí, Indie, 30. listopadu 1982. Snímek získal celkově osm Oscarů v kategoriích nejlepší film, nejlepší režie, nejlepší herec v hlavní roli, nejlepší kamera, nejlepší výprava, nejlepší kostýmy, nejlepší střih a nejlepší scénář.
Film se hlásí k tradici hollywoodských výpravných eposů. Tato orientace se pozitivně odrazí v tržbách kin.
"Pravdou je," tvrdil Richard Attenborough, "že jsem vůbec nikdy nechtěl být režisérem. Chtěl jsem režírovat jenom tento film." Gándhí pro něho představoval poslání. Attenborough vytrpěl dvacet let nejrůznějších průtahů, zklamání, výsměchu i osobního finančního rizika, aby dosáhl svého velkolepého snu zobrazit život a dobu Móhandáse Karamčanda Gádhího (1869–1948) způsobem, jenž by oslovil diváky na Východě i Západě duchovním významem Mahátmy.

## Děj
Děj začíná zavražděním Gándhího roku 1948 a poté jsou retrospektivně líčeny nejdůležitější momenty jeho života. Po ukončení práv v Londýně a po dočasném působení v Jižní Africe se Gándhí roku 1915 vrací do Indie, kde začíná vést nenásilný boj proti britské nadvládě. Britové odpovídají krvavým potlačením odporu, avšak nenásilné lidové hnutí je silnější: roku 1947 získá Indie nezávislost, ale Gándhímu se nepodaří sjednotit hinduisty a muslimy a Indie zůstává rozdělena. Krátce po dosažení nezávislosti, 30. ledna 1948, je Mahátma Gándhí zastřelen hinduistickým fanatikem.

## Obsazení
| Ben Kingsley      | Mahátma Gándhí                 |
| Rohini Hattangadi | Kasturba Gándhí                |
| Roshan Seth       | Pandita Džaváharlál Néhrú      |
| Saeed Jaffrey     | Sardár Vallabhbháí Patél       |
| Candice Bergen    | Margaret Bourke-White          |
| Edward Fox        | Brigádní generál Reginald Dyer |

## Natáčení
Attenborough se projektem začal zabývat v roce 1962. Jeho hlavní inspirací byl Gándího výrok: "Odedávna mi připadalo divné, jak může lidi povznášet ponížení jejich bližních." Byl v té době už producentem, ale režisérem se měl stát až v roce 1969 snímkem Jaká to rozkošná válka! V nejrůznějších fázích svého osmnáctiletého úsilí sehnat na Gándhího peníze označoval za nejpravděpodobnější režiséry, kteří film lépe prodají, Freda Zinnemanna nebo Davida Leana. Zpracovat téma si vyzkoušeli nejrůznější scenáristé včetně Geralda Hanleye, Donalda Ogdena Stewarta a Roberta Bolta, než se podařilo podstatu života a díla Gándhího mistrně zachytit ve scénáři Johna Brileye.
Během natáčení se pro hlavní roli uvažovalo o celých generacích herců včetně Aleca Guinnesse, Dirka Bogarda, Petera Finche, Alberta Finneyho, Toma Courtenaye, Roberta de Nira, Dustina Hoffmana, Johna Hurta a Richarda Burtona. Nakonec volba padla na prakticky neznámého Bena Kingsleye, který měl výhodu tváře zděděné po indickém otci. Kingsley se roli naprosto oddal, zhubl, začal se zabývat jógou, naučil se příst bavlnu a podstoupil odvážný pokus žít podle Gándhího příkladu. V rozsáhlém hereckém obsazení vedlejších rolí najdeme pozoruhodnou přehlídku divadelních a filmových osobností tehdejší doby.
Brileyův scénář začíná atentátem a státním pohřbem Gándhího v roce 1948 a poté se vrací k počátkům mladého právníka, protestujícího v roce 1893 proti rasové diskriminaci v Jižní Africe. Odtud film sleduje hlavní životopisné milníky v jeho boji proti vládě britského impéria a za sjednocenou indickou společnost a kulturu. Ironií osudu Gándhího vášnivá oddanost nenásilnému protestu často vede k násilí a smrti i k jeho dlouhodobému uvěznění. Většina scén filmu byla natáčena ve skutečných historických exteriérech. Pohřební scénu natáčelo jedenáct kamerových štábů a zúčastnilo se jí na čtyři sta tisíc statistů (tímto počtem se zapsal do Guinnessovy knihy rekordů). Tříhodinový epos vyniká věrným zobrazením dobových detailů.

## Ohlas

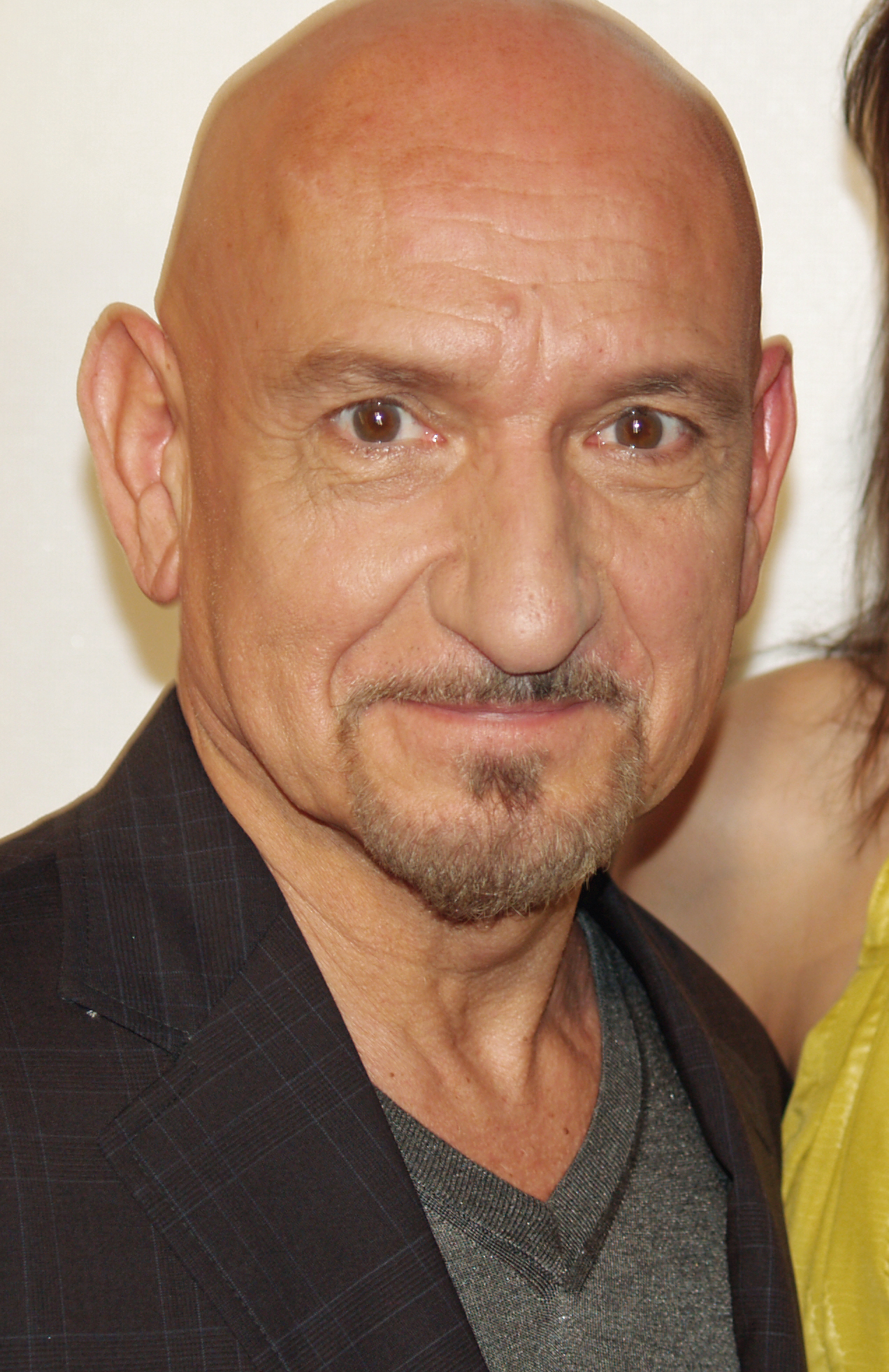
Ben Kingsley

Gándhí triumfálně vyvrátil obecný názor, že filmy, jejichž příprava trvá příliš dlouho, obvykle zaostávají za svými ambicemi, neboť přicházejí o svěžest původní inspirace. Gándhí našel okamžitou odezvu v řadách kritiků i u celosvětového publika. Získaných osm Oscarů představovalo značný úspěch, více jich získal pouze Ben Hurem (1959). Pro Attenborougha představovalo evidentně ještě větší osobní zadostiučinění, když přinejmenším část diváků se cítila setkáním s Gándhím v jeho filmové podobě obohacena. Gándhí v každém případě odstartoval jeho kariéru režiséra podnětných životopisných filmů.

## Kritika
Téměř všechny recenze byly pozitivní. Mnoho let si Gándhí držel stabilitu 85% pozitivních recenzí. Výkon Bena Kingsleye byl pak zvláště vyzdvihován. Historik Lawrence James byl jen jeden z mála, který napsal několik negativních recenzí.

## Ocenění
- 1983 Oscar za nejlepší film
- 1983 Oscar za nejlepší režii (Richard Attenborough)
- 1983 Oscar za nejlepšího herce v hlavní roli (Ben Kingsley)
- 1983 Oscar za nejlepší výpravu (Stuart Craig, Robert W. Laing a Michael Seirton)
- 1983 Oscar za nejlepší střih (John Bloom)
- 1983 Oscar za nejlepší kameru (Billy Williams a Ronnie Taylor)
- 1983 Oscar za nejlepší kostýmy (Bhanu Athaiya, Madeline Jones a John Mollo)
- 1983 Oscar za nejlepší originální scénář (John Briley)